# Emil Sommer
Emil Sommer, né le 18 novembre 1869 à Vatra Dornei en Bucovine et mort le 10 avril 1947 à Danvers dans le Massachusetts, est un officier autrichien qui s'est illustré durant la Première Guerre mondiale et « le plus célèbre officier juif » interné au camp de concentration de Theresienstadt.

## Biographie
Après des études à l'école des cadets de l'infanterie de Budapest, à l'école militaire de Sibiu puis à celle de Vienne, Sommel entre en 1889 dans l'armée austro-hongroise.
Durant la Première Guerre mondiale, il commande un bataillon sur le front russe. Fait prisonnier, il s'évade, passe par la Finlande, rejoint son armée et se voit réaffecté en tant que lieutenant-colonel sur le front italien durant la bataille du Piave en 1918. En 1922, il est à la tête des troupes qui combattent les insurgés hongrois du Burgenland. Il prend sa retraite en 1924. Dans le but de lutter contre l'antisémitisme, il fonde en 1932 le Bund Jüdischer Frontsoldaten Österreich, une association de vétérans juifs qui compte 20 000 membres, et en 1934 une autre association de même nature mais à tendance monarchiste, les Legitimistiche Jüdische Frontkämpfer. Selon plusieurs sources, il aurait, en 1938 à Vienne — après l'Anschluss, — imposé le respect à des soldats nazis qui veulent lui faire balayer la rue en se montrant avec son uniforme militaire et ses médailles,. Sommer lui-même a démenti cette légende en 1946 : il n'est pas le personnage de cette anecdote, étant à l'époque en prison à Vienne.